# فیصل الشعبی
فیصل الشعبی (عربی: فيصل عبد الطيف الشعبي؛ ۱۹۳۵ – ۲ آوریل ۱۹۷۰) سیاست‌مدار اهل یمن بود. وی از ۶ آوریل ۱۹۶۹ تا ۲۲ ژوئن ۱۹۶۹، اولین نخست‌وزیر جمهوری خلق یمن جنوبی بود.
فیصل الشعبی در ۲ آوریل ۱۹۷۰، اعدام شد.